# Вишнёвое (Лиманский район)
Вишнёвое (укр. Вишневе; до 2016 г. Петро́вского) — село в Лиманском районе Одесской области Украины.
Население по переписи 2001 года составляло 16 человек. Почтовый индекс — 67510. Телефонный код — 4855. Занимает площадь 0,15 км². Код КОАТУУ — 5122785505.

## Местный совет
67510, Одесская обл., Лиманский р-н, с. Сербка, ул. Освобождения, 6

## История
Хутор Балайчукского сельсовета Березовского района, в прошлом еврейская земледельческая колония Фраерд (Свободная земля), был включен в состав села Петровского.